# Nyctopais jordani
Nyctopais jordani là một loài bọ cánh cứng trong họ Cerambycidae.